# Antychton

Grafika z Dante and the Early Astronomers, M. A. Orr, 1913. Orbity Słońca, Ziemi i Antychtona

Antychton (gr. Ἀντίχθων, również Przeciwziemia lub Antyziemia) – hipotetyczne ciało niebieskie w jednej z antycznych koncepcji Wszechświata, którego istnienie miał według relacji Arystotelesa postulować Filolaos (twórca tejże koncepcji). Planeta ta obiegałaby tzw. ogień centralny (πῦρ μέσον) w ciągu jednej doby , tak jak Ziemia. Poruszając się symetrycznie względem Ziemi i znajdując się po przeciwnej stronie centralnego ciała układu, którym nie było Słońce (Słońce obiegało centrum układu tak jak planety), byłaby niedostrzegalna z zamieszkanej części kulistej Ziemi (wedle ówczesnej wiedzy i poglądów). Niedostrzegalne z Ziemi miało być również to centralne ciało, tak jak np. Ziemia z niewidocznej części Księżyca, wskutek synchronizacji ruchu orbitalnego z rotacją naszej planety. Słońce i Księżyc miały odbijać na Ziemię życiodajne światło, którego źródło znajdowało się w środku Wszechświata.

## Geneza
Koncepcja Wszechświata z ogniem centralnym wynikała z rozważań pitagorejczyków, które miały charakter spekulacji liczbowych. W rozważaniach astronomicznych pitagorejczycy wyróżnili dziewięć sfer mających formę koncentrycznych kul. Na każdej ze sfer poruszało się ciało niebieskie: Ziemia, Słońce, Księżyc, Wenus, Mars, Jowisz, Saturn, Merkury oraz sfera gwiazd stałych. Brakowało więc dziesiątej sfery (liczbę 10 uważano za doskonałą), aby Wszechświat był pełen harmonii i doskonałości. Jednym z rozwiązań była więc koncepcja Filolaosa z Tarentu, który usunął Ziemię z centrum i umieścił tam wieczny ogień z rozmieszczonymi wokół niego sferami i Przeciwziemią, poruszającą się po dziesiątej sferze.